# 時代劇アワー
『時代劇アワー』（じだいげきアワー）は、1977年10月3日から開始されたテレビ東京系に於ける平日の昼の時代劇再放送枠である（祝日や特別番組などが入った場合は休止）。2008年3月28日をもって一旦終了し、後継枠として海外ドラマ枠「ドラマチックチャンネル」（月～水：アメリカ作品、木・金：韓国作品）が新設された。2008年3月終了時点では、毎週月～金曜日午前11:35～12:30の放送であった。
2008年9月22日から2009年4月27日までは毎週月・火曜日12:30～13:25の枠でテレビ東京のみのローカル番組として放送されていた。同時に字幕放送も実施していた。
なお、同名の時代劇再放送枠は、JNN系列の静岡放送や独立局のサンテレビジョンなどでも存在するが、当項目の番組との直接の関係は無い。

## 内容
日本テレビなど他局で放送した連続時代劇や、テレビ東京で放送した時代劇（連続時代劇や新春ワイド時代劇など）を再放送していた。なお「12時間超ワイドドラマ」時代を含む「新春ワイド時代劇」は本放送時は全体を2－6部に等分していたが、当番組は1時間枠であるので、さらに等分し、1パートを前後編の2回、全体で10-12話分に分けたこともある。
2008年3月28日まではTXN全局同時ネットでの放送であった。局によってはこの後も再放送が続くため、このことはあまり知られていなかった。
2008年9月22日から2009年4月27日まではテレビ東京のみで放送された（これは平日朝8:00～12:30までの編成を2008年9月29日から大幅刷新するために伴い時間変更･放送曜日縮小を余儀なくされたためである）。

## 放送時間
| 放送期間   | 放送期間   | 放送時間 (JST)         |
| ---------- | ---------- | ---------------------- |
| 1977.10.03 | 1980.03.28 | 13:00 - 13:55（055分） |
| 1980.03.31 | 1980.09.30 | 13:00 - 13:53（053分） |
| 1980.10.01 | 1982.02.26 | 13:00 - 13:54（054分） |
| 1982.03.02 | 1982.09.24 | 11:55 - 12:50（055分） |
| 1982.09.27 | 1985.06.28 | 13:00 - 13:55（055分） |
| 1985.07.01 | 1994.09.30 | 13:05 - 14:00（055分） |
| 1994.10.03 | 1996.03.29 | 14:00 - 14:55（055分） |
| 1996.04.01 | 2001.03.29 | 12:00 - 12:55（055分） |
| 2001.04.02 | 2001.09.27 | 11:30 - 12:25（055分） |
| 2001.10.01 | 2008.03.28 | 11:35 - 12:30（055分） |
| 2008.09.22 | 2009.03.31 | 12:30 - 13:25（055分） |
| 2009.04.06 | 2009.04.27 | 13:30 - 15:30（120分） |

## 放送曜日
- 2001年11月30日から2006年9月29日まで月～金曜日に放送していた。
- 2006年10月2日から、金曜日の放送がなくなり月～木曜日に放送していた（「北島ウインクハート」を同年10月6日から金曜日の12:00～12:30に枠移動した為）。
- 2007年10月1日から月～金曜日の放送（「ワンにゃフルライフ」「北島ウインクハート」が同年9月28日で終了した為）。
- 2008年6月16日から月・火曜日に「逃亡者おりん」再放送から再開、2009年4月6日から27日まで月曜日のみ2時間の放送となる。

## 問題点
- 他系列で放送された連続時代劇で時間拡大版で放送した場合、分割が困難で、拡大のための放送時間を割く事もできない。そのため、拡大版に限り放送されない事が多く、事実上拡大版抜きとなってしまっている。特に日本テレビ系で放映された番組は初回と最終回を拡大版とする場合が多く、基本設定変更の辻褄が合わない事や、ストーリーのクライマックスが放送されないという事象が多発している。
- 後期では長期にわたって放映された作品が小間切れで途中から開始したり一定の回で突如打ち切られたりするケースも見られた。

## 他局のクレジット
他系列で放送された作品は、テレビ局の権利が失効して著作権が制作会社のものになった作品である。そのため、テレビ局のクレジット表示をテレビ東京が独自に"制作 A（テレビ局）、B（制作会社）"の部分を"制作 B（制作会社）"などといった形の一枚画に差し替えている（一部には差し替えなしで放送局名もそのまま表示する場合もある）。また、東京12チャンネル時代に放送されたものは制作局を"テレビ東京"に差し替えている。尚他局制作作品は新聞等のテレビ欄に再放送を示す「再」の表示がない場合もある。
- （例1）必殺シリーズの場合、スタッフ名に併記される"（朝日放送）"の文字をカットするため、スタッフ以降最後まですべて差し替えている。そして、制作の表記は"松竹"（本来の表示は"朝日放送、松竹株式会社"）のみが表記された一枚画に差し替えられる。
- （例2）大江戸捜査網（初期のもの）の場合、表示を"テレビ東京（元は東京12チャンネル）、日活株式会社"に差し替えている。
- （例3）長七郎江戸日記など日本テレビ系列放映の番組の多くはエンディングの制作が"ユニオン映画"のみが表示されるため、制作は本来の表示通り"ユニオン映画"と差し替えなしで表示されるが、スタッフの一部に"日本テレビ"と併記している場合があり、当該のスタッフ紹介表示の際は一枚画に差し替えているが、以降に紹介するスタッフが差し替え対象外の場合は本来の映像を映される。従ってスポット的に一枚画に差し替えられているケースが多い。
- （例4）影の軍団シリーズの場合、エンディングは最後の制作表示が本来の"関西テレビ、東映"が一枚画で"東映"に差し替えられただけであるが、オープニングではスタッフ紹介に"関西テレビ"と併記されたスタッフが存在するため、映像が途中で静止状態となり（テーマソングは通常に流れる）、その間に提供クレジットをおこなう。また､一部東映作品の放送時ではキャスト表記の途中(ゲスト表記の前まで)で青バックに｢制作･東映｣という表記と提供クレジットをおこなう場合もある｡

## 放送作品リスト
1977年
- 10/3- 大奥 - 1968年版
- 11/17- 編笠十兵衛 - 1974年高橋英樹版

1978年
- 1/4- 編笠十兵衛
- 1/10- 世なおし奉行
- 2/27- 鬼平犯科帳 - 1969年八代目松本幸四郎版
- 5/1- 新・鬼平犯科帳 - 1971年八代目松本幸四郎版
- 6/7- おらんだ左近事件帖
- 7/13- 長崎犯科帳
- 8/18- 半七捕物帳 - 1971年平幹二朗版
- 9/25- 鬼平犯科帳 - 1975年丹波哲郎版
- 10/31- おしどり右京捕物車
- 11/8- 幡随院長兵衛お待ちなせえ
- 12/14- 十手無用 九丁堀事件帖 - 1話 - 11話

1979年
- 1/4 - 大江戸捜査網 - 里見浩太朗版

1980年
- 1/7- 大江戸捜査網
- 2/4- ぶらり信兵衛 道場破り
- 4/14- 旅人異三郎
- 5/20- 右門捕物帖 - 1974年NET版
- 7/30- 子連れ狼 - 萬屋錦之介版第1部
- 9/4- 子連れ狼 - 萬屋錦之介版第2部
- 10/10- 子連れ狼 - 萬屋錦之介版第3部
- 11/18- 徳川おんな絵巻

1981年
- 1/5- 徳川おんな絵巻
- 2/4- 大江戸捜査網 - 里見浩太朗版

1982年
- 1/4- 大江戸捜査網
- 3/2- 一心太助
- 4/7- 旗本退屈男 - 1970年高橋英樹版
- 5/14- 剣客商売 - 1973年加藤剛版
- 7/21- おらんだ左近事件帖
- 8/25- おしどり右京捕物車
- 9/30- 長崎犯科帳
- 11/5- 右門捕物帖 - 1969年中村吉右衛門版
- 12/13-	子連れ狼 - 萬屋錦之介版第1部

1983年
- 1/4- 子連れ狼 - 萬屋錦之介版第1部
- 1/19- 子連れ狼 - 萬屋錦之介版第2部
- 2/25- 子連れ狼 - 萬屋錦之介版第3部
- 4/4-  幡随院長兵衛お待ちなせえ
- 5/10- 旅がらす事件帖
- 6/15- 夫婦旅日記 さらば浪人
- 7/21- 闇を斬れ
- 8/26- 賞金稼ぎ
- 9/29- 影同心
- 11/8- 影同心Ⅱ
- 12/12- いただき勘兵衛 旅を行く

1984年
- 1/4- いただき勘兵衛 旅を行く
- 1/18- 地獄の辰捕物控
- 3/2- 素浪人 天下太平
- 4/11- 隼人が来る
- 5/17- 素浪人 花山大吉
- 8/14- 次郎長三国志 - 1974年鶴田浩二版
- 9/14- 騎馬奉行
- 10/24- 編笠十兵衛 - 1974年高橋英樹版
- 11/30- 江戸の牙

1985年
- 1/7- 江戸の牙
- 1/14- 柳生十兵衛 - 1978年原田大二郎版
- 2/19- 疾風同心
- 3/27- 八丁堀暴れ軍団
- 4/15- 十手無用 九丁堀事件帖
- 5/23- 同心暁蘭之介
- 7/24- 日本名作怪談劇場
- 8/12- 清水次郎長
- 10/24- 達磨大助事件帳
- 12/4- 若さま侍捕物帳

1986年
- 1/9- 人形佐七捕物帳 - 1977年松方弘樹版
- 2/21- 松平右近事件帳
- 5/9- 新・松平右近
- 6/10- 運命峠
- 7/10- 世なおし奉行
- 8/15- 幻之介世直し帖
- 9/18- 雪姫隠密道中記
- 10/24- 赤穂浪士 - 1979年萬屋錦之介版
- 12/17-	弥次喜多隠密道中

1987年
- 1/6- 弥次喜多隠密道中
- 1/28- 二人の素浪人
- 2/24- 江戸の激斗
- 4/1- 剣と風と子守唄
- 5/13- 徳川三国志
- 6/19- 眠狂四郎円月殺法
- 7/17- 眠狂四郎無頼控
- 8/19- 暴れ九庵
- 9/23- 忍法かげろう斬り
- 10/29-	伝七捕物帳 - 1979年テレビ朝日版
- 12/11-	浮世絵 女ねずみ小僧

1988年
- 1/6- 浮世絵女ねずみ小僧
- 1/7- ご存知 女ねずみ小僧
- 3/9- 夫婦ねずみ今夜が勝負
- 3/28- 半七捕物帳 - 1979年七代目尾上菊五郎版
- 5/6- 痛快!河内山宗俊
- 6/13- 柳生一族の陰謀
- 8/9- 影同心
- 9/19- 影同心II
- 10/25-	長崎犯科帳
- 12/5- おんな浮世絵・紅之介参る!

1989年
- 1/6- おんな浮世絵・紅之介参る!
- 1/20- 悪党狩り
- 2/27- 十手無用 九丁堀事件帖
- 4/5- 江戸の渦潮
- 5/12- 江戸の用心棒 - 1981年古谷一行版
- 6/20- 一心太助
- 7/27- 浮世絵女ねずみ小僧
- 9/20- お命頂戴!
- 10/9- 騎馬奉行
- 12/6- 松平右近事件帳

1990年
- 1/8- 松平右近事件帳
- 2/28- 斬り捨て御免!
- 6/18- 右門捕物帖 - 1982年日本テレビ版
- 8/1- 新・松平右近
- 8/31- 服部半蔵 影の軍団
- 10/12-	人形佐七捕物帳 - 1977年松方弘樹版
- 12/18-	同心暁蘭之介

1991年
- 1/7- 同心暁蘭之介
- 2/22- おしどり右京捕物車
- 4/1- 影の軍団II
- 5/14- 影の軍団III
- 6/19- 影の軍団IV
- 7/26- 影の軍団幕末編
- 8/14- 隠密・奥の細道
- 9/24- 風雲!真田幸村
- 10/31-	江戸の激斗
- 12/9- お命頂戴!

1992年
- 1/6- お命頂戴!
- 1/9- 新五捕物帳 - 1話 - 52話
- 3/26- あばれ八州御用旅 - 第1シリーズ
- 4/14- 流れ星佐吉
- 5/26- ぶらり信兵衛 道場破り
- 8/3- 月影兵庫あばれ旅
- 8/20- 付き馬屋おえん事件帳  - 第1シリーズ
- 9/9- 新五捕物帳 - 53話～104話
- 11/26-	悪党狩り

1993年
- 1/4- 悪党狩り
- 1/14- 斬り抜ける
- 2/15- 右門捕物帖  - 1974年NET版
- 3/23- あばれ八州御用旅II
- 4/26- 右門捕物帖-  1974年NET版
- 6/4- 江戸中町奉行所 - 第1シリーズ
- 6/23- おらんだ左近秘剣帳
- 7/12- 服部半蔵 影の軍団
- 8/18- 影の軍団II
- 9/27- 大江戸捜査網 - 橋爪淳版
- 10/27-	女無宿人 半身のお紺
- 11/16-	影の軍団III

1994年
- 1/4- 影の軍団IV
- 3/1- あばれ八州御用旅III
- 3/16- 幕府お耳役檜十三郎
- 4/7- 大江戸捜査網 - 橋爪淳版
- 5/19- 新五捕物帳
- 9/28- 喧嘩屋右近 - 第1シリーズ
- 10/14-	源九郎旅日記 葵の暴れん坊
- 12/15-	付き馬屋おえん事件帳

1995年
- 1/6- 付き馬屋おえん事件帳
- 1/12- 旅人異三郎
- 2/22- 長七郎江戸日記 - 第1シリーズ1話 - 27話
- 3/31- 喧嘩屋右近II
- 4/20- 隼人が来る
- 6/9-	月影兵庫あばれ旅
- 7/20-	長七郎江戸日記 - 第1シリーズ28話 -

1996年
- 1/9- 長七郎江戸日記
- 4/1- 木枯し紋次郎 - 第1・2シリーズ
- 6/10- 必殺必中仕事屋稼業
- 7/24- 必殺仕切人
- 8/22- 必殺仕掛人
- 10/22-	助け人走る
- 11/18-	大忠臣蔵 - 1989年九代目松本幸四郎版
- 12/16-	助け人走る

1997年
- 1/6- 助け人走る
- 2/3- 付き馬屋おえん事件帳III
- 2/24- あばれ医者嵐山
- 3/17- 喧嘩屋右近
- 4/8- 喧嘩屋右近I
- 5/1- 喧嘩屋右近III
- 5/27- 八百八町夢日記 - 第1・2シリーズ
- 9/29- 服部半蔵 影の軍団
- 11/17-	編笠十兵衛 - 1997年村上弘明版
- 12/9- 影の軍団II

1998年
- 1/5- 影の軍団II
- 2/3- 影の軍団III
- 3/23- あばれ八州御用旅
- 4/14- あばれ八州御用旅II
- 6/3- 影の軍団IV
- 7/22- 影の軍団幕末編
- 8/13- あばれ八州御用旅III
- 9/3- あばれ八州御用旅IV
- 9/30- 斬り捨て御免!
- 11/16-	暁に斬る!

1999年
- 1/4- 暁に斬る!
- 1/11- 斬り捨て御免!II
- 2/23- 女無宿人 半身のお紺
- 3/17- 炎の奉行 大岡越前守
- 4/12- 斬り捨て御免!III
- 5/26- 松平右近事件帳
- 9/1- 幡随院長兵衛お待ちなせえ
- 10/21-	風雲江戸城 怒涛の将軍徳川家光
- 11/16-	大江戸捜査網アンタッチャブル

2000年
- 1/4- 徳川風雲録 御三家の野望
- 1/27- 破れ傘刀舟悪人狩り - 1話 - 21話
- 3/6- 家康が最も恐れた男 真田幸村
- 4/3- 破れ傘刀舟悪人狩り -22話 - 73話
- 7/24- 必殺仕掛人
- 9/18- 必殺からくり人
- 10/11-	天下の副将軍水戸光圀 徳川御三家の激闘
- 11/2- 豊臣秀吉 天下を獲る!
- 11/28-	大忠臣蔵 - 1989年九代目松本幸四郎版

2001年
- 1/9- 徳川武芸帳 柳生三代の剣
- 2/1- 織田信長
- 2/27- 赤穂浪士 - 1999年松方弘樹版
- 3/22- 次郎長三国志 - 1991年高橋英樹版
- 4/16- 闇を斬る!大江戸犯科帳
- 5/23- 江戸の用心棒
- 7/10- 江戸の用心棒II
- 8/7- 半七捕物帳 - 1992年里見浩太朗版
- 9/6- 徳川剣豪伝 それからの武蔵 - 1996年北大路欣也版
- 10/2- 新・松平右近
- 11/12-	銭形平次 - 1987年風間杜夫版

2002年
- 1/7- 銭形平次[要出典]
- 1/15- 右門捕物帖 - 1982年日本テレビ版
- 3/4- 新五捕物帳
- 9/2- 暁に斬る!
- 9/24- 次郎長三国志 - 2000年杉良太郎版
- 10/11-	暁に斬る!
- 10/30-	大江戸捜査網 - 橋爪淳版
- 12/5- 大江戸捜査網II - 橋爪淳版

2003年
- 1/6- 大江戸捜査網Ⅱ
- 1/20- 新五捕物帳
- 5/2- 隠密・奥の細道
- 6/10- 喧嘩屋右近
- 6/26- 喧嘩屋右近II
- 7/15- 喧嘩屋右近III
- 8/4- 日本怪談劇場
- 8/18- 江戸の鷹 御用部屋犯科帖
- 10/14-	同心暁蘭之介
- 12/17-	長崎犯科帳

2004年
- 1/5- 長崎犯科帳
- 2/2- 子連れ狼III
- 3/10- 壬生義士伝〜新選組でいちばん強かった男〜
- 3/24- 斬り捨て御免!
- 5/6- 父子鷹
- 5/21- 斬り捨て御免!II
- 6/25- 必殺からくり人・血風編
- 7/12- 斬り捨て御免!III
- 8/12- 竜馬がゆく 2004年七代目市川染五郎版
- 8/26- 必殺からくり人
- 9/13- 女無宿人 半身のお紺
- 10/4- 浮世絵女ねずみ小僧
- 10/22-	破れ傘刀舟悪人狩り - 74話 - 106話
- 12/10-	続・浮世絵女ねずみ小僧

2005年
- 1/5- 続・浮世絵女ねずみ小僧
- 1/20- 破れ傘刀舟悪人狩り - 107話 -
- 2/25- 新・必殺からくり人・東海道五十三次殺し旅
- 3/16- 長七郎江戸日記 - 1話 - 106話
- 8/15- 眠狂四郎円月殺法
- 9/12- 必殺からくり人・富嶽百景殺し旅
- 10/4- 眠狂四郎無頼控
- 11/8- 伝七捕物帳 - 日本テレビ版1話 - 35話

2006年
- 1/5- 八百八町夢日記 - 第1シリーズ
- 2/27- 暁に斬る!
- 4/5- 長七郎江戸日記 - 107話 - 第2シリーズ46話
- 7/3- 闇を斬る!大江戸犯科帳
- 8/1- 必殺仕舞人
- 8/18- 新必殺仕舞人
- 9/6- 右門捕物帖 - 1969年中村吉右衛門版
- 10/18-	八百八町夢日記 - 第2シリーズ
- 12/14-	隠し目付参上

2007年
- 1/9- 隠し目付参上
- 2/7- 必殺渡し人
- 3/5- 江戸の牙
- 4/19- 必殺仕切人
- 5/24- 新五捕物帳 - 1話 - 30話
- 7/18- おらんだ左近事件帖
- 8/30- お助け同心が行く!
- 9/25- 喧嘩屋右近
- 10/15- 喧嘩屋右近II
- 11/1- 喧嘩屋右近III
- 11/20- 大忠臣蔵 - 1971年NET三船敏郎版

2008年
- 2/14- 付き馬屋おえん事件帳
- 3/4- よろずや平四郎活人剣 - 2007年テレビ東京版
- 3/18-28 長七郎江戸日記 - 161 - 168話
- 9/22-10/28 長七郎江戸日記 - 169 - 178話
- 11/4-2/23 江戸の鷹 御用部屋犯科帖

2009年
- 2/24-3/24 刺客請負人 - 第1シリーズ
- 3/30-4/27 江戸の鷹 - （途中から再開）

## 同時ネット局（ - 2008年3月）
- テレビ東京（関東広域圏）
- テレビ北海道（北海道）
- テレビ愛知（愛知県）
- テレビ大阪（大阪府）
- テレビせとうち（岡山県・香川県）
- TVQ九州放送（福岡県）